# Teatro municipal Cecília Gallerani
O Teatro municipal Cecilia Gallerani é um pequeno teatro em San Giovanni in Croce, na província italiana de Cremona; localizando-se, mais ou menos, à 30 quilometros à suleste de Cremona. Desde 2002, leva o nome de Cecilia Gallerani, a mulher pintada por Leonardo da Vinci no retrato "Dama com Arminho".

## História
A história deste teatro começa em 3 de março de 1923, quando a sociedade fascista La Patriottica adquiriu o terreno onde o edifício teria ser construído. Após a falência de La Patriottica, o teatro foi adquirido em 1932 pela municipalidade de San Giovanni in Croce, então ainda chamada de Palvareto (município criado em 1928 a partir da fusão de San Giovanni in Croce e Solarolo Rainerio, dissolvido em 1947).
Desde a sua aquisição pela municipalidade, o teatro prosperou até a década de 1960, depois o qual começou seu declínio e abandono gradual, até a década de 1980. Em 1983, foi finalmente restaurado e reatribuído à sua função original. Em 14 de maio de 1983, o teatro foi inaugurado oficialmente e depois remaquiado novamente em 2004.
Em 2002, o teatro foi oficialmente dedicado a Cecilia Gallerani, mulher imortalizada por Leonardo da Vinci no retrato da Dama com Arminho. Ela casou-se com o conde Ludovico Carminati di Brembilla, senhor feudal de San Giovanni in Croce, em 1492. O casal residiu no que hoje é a Villa Medici del Vascello.

## Atualidade
Hoje, após diversas restaurações, recuperou sua plena funcionalidade, contando com 223 lugares, sendo 168 na plateia e 55 na galeria, além de um palco de 54 m². Organizam-se festivais de teatro e música, além de eventos culturais.

## Outras imagens

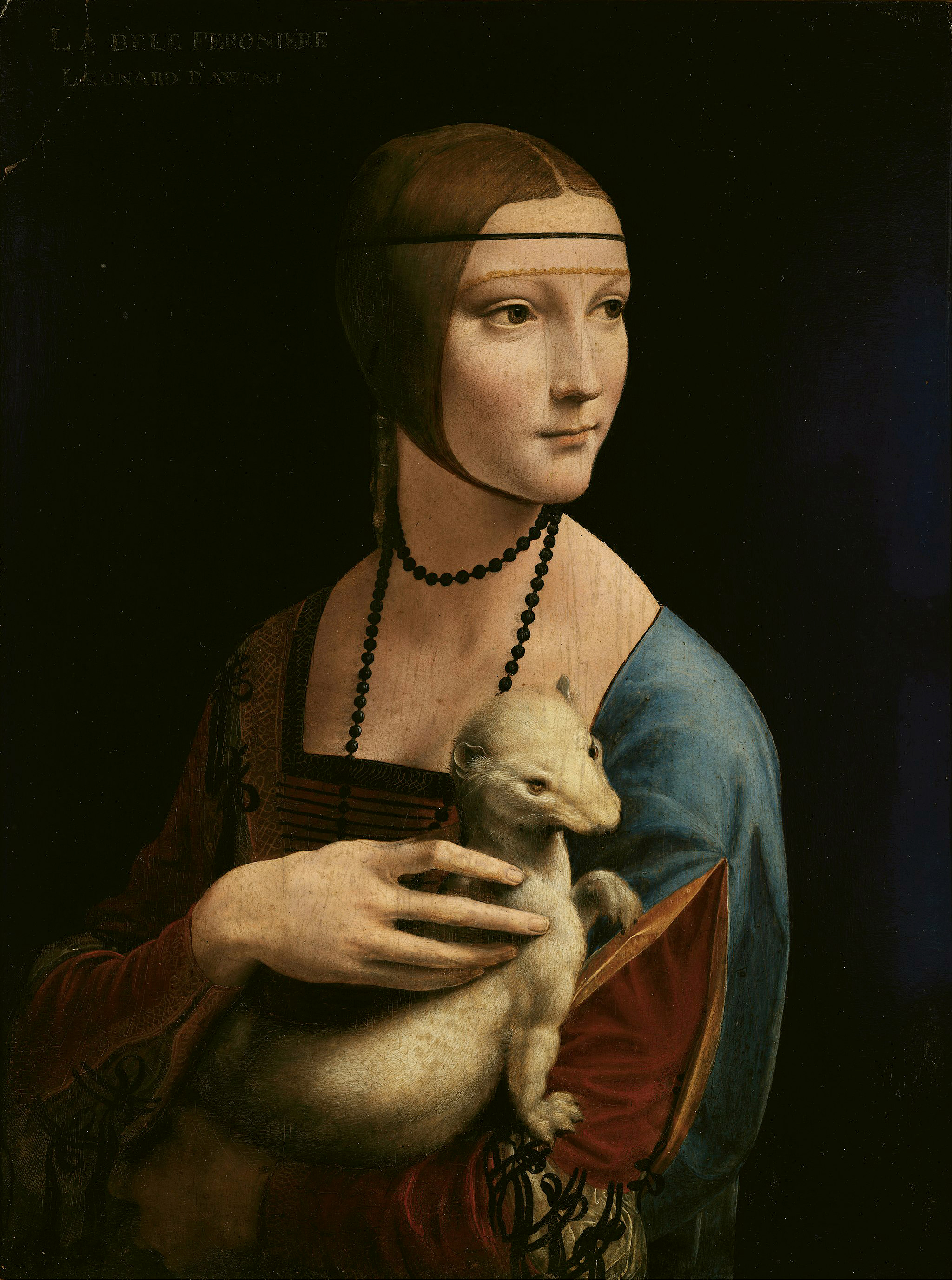
O famoso retrato de Cecilia Gallerani